# Zonotrichia atricapilla
Zonotrichia atricapilla là một loài chim trong họ Emberizidae.